# 蔣光超
蔣光超（1924年6月22日—2000年12月15日），名德，字光超，以字行，浙江奉化人；台灣男藝人、諧星、喜劇演員。蔣光超最為人稱道的除電影以外，主唱中華電視公司1974年電視劇《包青天》（儀銘主演版）的主題曲，亦被視為經典。

## 簡介
生長於北京，叔祖父是保定軍官學校校長蔣百里；大伯是國立故宮博物院前院長蔣復璁；姨丈是行政院新聞局前局長魏景蒙。
拜師習京劇於名伶馬連良與胡琴名師楊寶忠；1950年，26歲時逃離中國大陸，移居英屬香港。1951年，演出第一部電影《花姑娘》；並加入邵氏電影公司，演出《十三太保》（1951年）、《不了情》（1961年）、《藍與黑》（1966年，分為上下兩集）等多部著名電影。
1950年代後期，改加入國際電影懋業（電懋），開始演喜劇；1969年，轉至台灣發展。
1969年10月17日至1971年7月2日，與孔蘭薰主持台灣電視公司（台視）益智節目《合家歡》。
1970年，參演中國電視公司（中視）著名的每天30分鐘連續劇《你我他》，特徵是擠眉弄眼、大小眼、鮮紅厚嘴唇；也主持中視綜藝節目《今宵今宵》。1976年，與洪濤自製自導自演中華電視公司（華視）每天30分鐘連續劇《好舅舅》。
後移民美國加州洛杉磯居住。
2000年12月15日，因不慎跌倒昏迷，導致心臟病發，經送醫院急救，病逝於美國加利福尼亞州洛杉磯，享壽76歲。
在台灣流行語中，「講光抄」一詞取自「蔣光超」三字諧音，意謂：教師上課，學生不知發問、思考，只知聽教師講課、光抄筆記。「講光抄」一詞與「背多分」（取自「貝多芬」三字諧音，意謂：背誦的東西多，死記的東西多，考試就能拿到較多的分數）齊名，喻為台灣「為升學應付考試」之壞習慣。

## 戲劇作品

### 代表電影
蔣光超是個多產的演員，演出過七百多部電影。早年英俊，演反派壞人、斯文敗類；中、晚年，禿頭、臉皺，演喜劇。代表作有：
- 《聖女媽祖傳（媽祖收妖）》（1955年）（飾：瘋和尚→太上老君），專責點化林默娘及其持有之無字天書。
- 《錢從哪裡來》（1981年）
- 《媽祖》（1980年）
- 《星星星》（1974年）
- 《笑王之王》（1974年）
- 《太太我錯了》（1971年）
- 《陳靖姑》（1970年）
- 《花木蘭》（1964年）
- 《王昭君》（1964年）
- 《鳳還巢》（1964年）[2]
- 《梁山伯與祝英台》（1963年）
- 《兩傻大鬧太空》（1959年）
- 《淘氣千金》（1959年）
- 《提防小手》（1958年）
- 《遊龍戲鳳》（1957年）

### 電視主持節目
台視
- 《合家歡》（與孔蘭薰主持，1969年10月17日至1971年7月2日）

中視
- 《今宵今宵》（1970年）
- 《你我他》（1970年－1975年）

### 頒獎典禮

#### 金馬獎
| 年份   | 節目                 | 頻道 | 備註       |
| ------ | -------------------- | ---- | ---------- |
| 1979年 | 第16屆金馬獎頒獎典禮 |      | 搭檔張艾嘉 |
| 1980年 | 第17屆金馬獎頒獎典禮 |      | 搭檔張艾嘉 |

### 嘉賓
- 1990年：《歡樂周末派》華視（與林翠擔任特別來賓）

## 獎項紀錄
| 年份   | 頒獎典禮     | 獎項             | 作品         | 角色 | 結果 |
| ------ | ------------ | ---------------- | ------------ | ---- | ---- |
| 1980年 | 第15屆金鐘獎 | 電視喜劇男演員獎 | 《雙喜臨門》 |      | 獲獎 |

## 外部連結
- 蔣光超在香港影庫上的簡介